# 北田玲一郎
北田 玲一郎（きただ れいいちろう、1931年11月14日-　）は、日本の作家、司法書士。司法書士北田基司事務所を主宰。

## 来歴
大阪府豊中市生まれ。本名・北田基司。大阪府立旧制池田中学校卒。1952年司法書士。大阪司法書士会常任理事、副会長。
芸術集団タムタム、『総合芸術』編集長。新日本文学会所属。堤玲子がその下で編集していた。

## 著書
- 『乞食学（ビートロジー）入門』ノーベル書房 1968
- 『北田玲一郎作品集』創土社 1973
- 『贋札と鹿鳴館』新日本文学会出版部、1977
- 『クイズ登記法 地上げ屋なんか怖くない』東京法経学院出版 ライトブックス・おもしろ情報百科 1988
- 『小説司法書士』日本評論社 1988

### 共編
- 『ドキュメント司法書士』小川勝久共編 日本評論社 1992
- 『なにわの司法書士奮闘記』江藤价泰監修 小川勝久共編 日本評論社 2003